# Borut Semler
Borut Semler, slovenski nogometaš, * 25. februar 1985, Murska Sobota.

## Nogometna kariera
Borut je nogomet začel igrati v mladinski vrsti NK Mura, kasneje pa še v mladinski vrsti NK Varteksa. Poleti 2001 ga je v mladinske vrste vzel nemški nogometni klub Bayern München. 
Z rezervno ekipo Bayerna je začel trenirati maja 2004, prvič pa je za klub nastopil na predzadnji tekmi sezone 2003-04. Svoj prvi gol je zabil že po dveh minutah igre in povišal na 2:0. V igro je namreč vstopil v zadnjih 15 minutah tekme proti rezervni ekipi kluba 1. FSV Mainz 05. Za rezervno ekipo je redno nastopal že v naslednji sezoni in na 27 tekmah dosegel devet golov.
V sezoni 2005-06 je zaigral le na 13. tekmah in ni dosegel zadetka, v naslednji sezoni pa je nastopil le še na sedmih tekmah, tudi takrat pa se ni vpisal med strelce.
18. januarja 2007 se je vrnil v NK Varteks v Hrvaški Varaždin. Že januarja 2008 se je vrnil v Slovenijo in podpisal pogodbo z NK Domžale.

## Reprezentančna kariera
Borut Semler je igral za Slovensko nogometno reprezentanco do 21 let, pa tudi za Slovensko nogometno reprezentanco. Za Slovenijo je prvič nastopil 18. avgusta 2004 na tekmi proti Srbiji in Črni gori, ko je vstopil kot zamenjava proti koncu tekme. Ta se je končala z rezultatom 1:1. Do danes je zbral sedem nastopov za reprezentanco, gola pa v dresu Slovenije še ni zabil.